# Суббоченицы
Суббоченицы — деревня в Алёховщинском сельском поселении Лодейнопольского района Ленинградской области.

## История
Три соседние деревни Субоченицы упоминаются на карте Санкт-Петербургской губернии Ф. Ф. Шуберта 1834 года и близ одной из них мыза Павлова.

СУБОЧЕНИЦЫ — деревня принадлежит статскому советнику Клокачёву, число жителей по ревизии: 10 м. п., 11 ж. п. (1838 год)

СУББОЧЕНИЦЫ — деревня коллежского советника Клокачева, по просёлочной дороге, число дворов — 5, число душ — 11 м. п.; Волостное правление. (1856 год)

СУБОЧЕНИЦЫ — деревня владельческая при реке Ояте, число дворов — 5, число жителей: 13 м. п., 9 ж. п. (1862 год)

Согласно материалам по статистике народного хозяйства Новоладожского уезда 1891 года, имение при селении Суббочинцы площадью 93 десятины принадлежало местному крестьянину М. П. Рохнову, имение было приобретено до 1868 года.
В конце XIX — начале XX века деревня административно относилась к Суббочинской волости 3-го стана Новоладожского уезда Санкт-Петербургской губернии.
По данным «Памятной книжки Санкт-Петербургской губернии» за 1905 год деревня Суббочиницы входила в Новинское сельское общество.
С 1917 по 1922 год деревня Суббочиницы входила в состав Новинского сельсовета Суббочинской волости Новоладожского уезда.
С 1922 года в составе Лодейнопольского уезда.
С февраля 1927 года в составе Шапшинской волости. С августа 1927 года в составе Оятского района. В 1927 году население деревни составляло 102 человека.
Согласно карте Ленинградской области Северо-западного аэрогеодезического треста ГГУ издания 1932 года деревня состояла из двух частей: Верхние Суббочинцы и Нижние Суббочинцы, каждая из которых насчитывала по 7 крестьянских дворов.
По данным 1933 года в состав Новинского сельсовета Оятского района входили деревни Верхние Суббочиницы и Нижние Суббочиницы.

Деревня Суббоченицы на карте РККА 1940 года

Согласно карте РККА 1940 года деревня называлась Суббочинцы.
С 1954 года в составе Яровщинского сельсовета.
С 1955 года в составе Лодейнопольского района.
В 1958 году население деревни составляло 31 человек.
По данным 1966 и 1973 годов деревня Суббочиницы также входила в состав Яровщинского сельсовета.
По данным  1990 года деревня называлась Суббоченицы и входила в состав Алёховщинского сельсовета.
В 1997 году в деревне Суббоченицы Алёховщинской волости проживали 3 человека, в 2002 году — 12 человек (русские — 92 %).
В 2007 году в деревне Суббоченицы Алёховщинского СП не было постоянных жителей, в 2010 году — проживали 5 человек, в 2014 году — вновь постоянных жителей не было.

## География
Деревня расположена в центральной части района на автодороге 41К-016 (Станция Оять — Плотично).
Расстояние до административного центра поселения — 10 км.
Расстояние до ближайшей железнодорожной станции Оять-Волховстроевский — 23 км.
Деревня находится на левом берегу реки Оять в месте впадения в неё реки Тикши.

## Демография
| 1838 | 1862 | 1927 | 1958 | 1997 | 2007 | 2010 |
| ---- | ---- | ---- | ---- | ---- | ---- | ---- |
| 21   | ↗22  | ↗102 | ↘31  | ↘3   | ↘0   | ↗5   |
| 2014 | 2015 | 2016 | 2017 |      |      |      |
| ↘0   | →0   | →0   | →0   |      |      |      |

### Национальный состав
Согласно данным Всероссийской переписи населения 2021 года в деревне проживали 4 человека, все русские.

## Инфраструктура
На 1 января 2014 года в деревне было зарегистрировано 10 частных жилых домов
На 1 января 2015 года в деревне не было постоянных жителей.